# Nesticella sogi
Nesticella sogi är en spindelart som beskrevs av Pekka T. Lehtinen och Michael Ilmari Saaristo 1980. Nesticella sogi ingår i släktet Nesticella och familjen grottspindlar. Inga underarter finns listade i Catalogue of Life.